# Peterson Space Force Base
Pour les articles homonymes, voir Peterson.
Peterson Space Force Base (code IATA : COS • code OACI : KCOS • code FAA : COS) est une base de la United States Air Force (l'armée de l'air américaine). Elle est située à Colorado Springs dans le comté d'El Paso dans le Colorado, aux États-Unis. Elle partage ses pistes avec l'aéroport de Colorado Springs (en) tout proche. Elle est nommée en l'honneur de 1st Lt Edward Joseph Peterson qui s'est tué lors d'un crash sur cette base.
Peterson Air Force Base est le siège du United States Northern Command, du Commandement de la défense aérospatiale de l'Amérique du Nord et du Air Force Space Command en cours de transformation en United States Space Force à partir de décembre 2019.

## Histoire
Le 20 décembre 2019, l'Air Force Space Command est rebaptisé United States Space Force et devient une branche militaire indépendante.